# Alvaro Alonso Barba
Pour les articles homonymes, voir Barba (homonymie).
Alvaro Alonso Barba (né le 15 novembre 1569 à Lepe, aujourd'hui dans la province de Huelva, et décédé en 1640 à Potosí, en Bolivie) est un ecclésiastique, un minéralogiste et un métallurgiste espagnol.
Pour les historiens des techniques, le XVIIe siècle est souvent caractérisé par « une carence d’esprit d’innovation ». Le traité de métallurgie d’Alvarez Alonso Barba, publié en 1640, est l’un des rares exemple de traité technique significatif publié à cette époque.

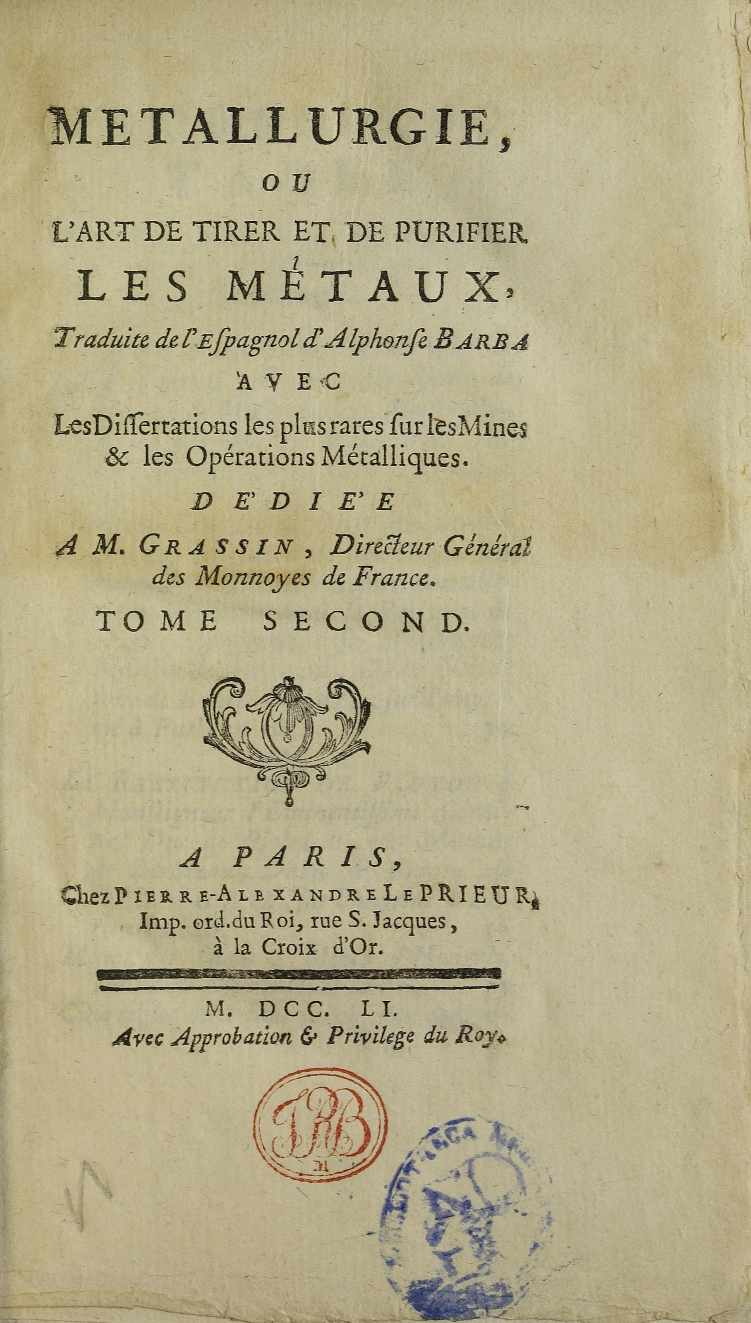
Traduction française du 1751 de Arte de los metales